# Sophie Moone
Sophie Moone (ur. 24 grudnia 1981 w Budapeszcie) – węgierska aktorka i reżyserka pornograficzna, modelka internetowa, która w latach 2000–2015 brała udział przede wszystkim w scenach lesbijskich w sesjach zdjęciowych i filmach pornograficznych.

## Życiorys

### Wczesne lata
Urodziła się i wychowała w Budapeszcie. W wieku 13 lat pozowała jako nastoletnia modelka dla katalogów sukni a także wystąpiła w kilku reklamach telewizyjnych. Gdy ukończyła 18 lat zaczęła pozować do artystycznych aktów.

### Kariera
W 2000 roku, w wieku 19 lat dołączyła do przemysłu dla dorosłych. Początkowo brała udział zarówno w scenach heteroseksualnych i zajęła się kręceniem scen lesbijskich, łącznie ze scenami fetyszu stóp.
Wystąpiła w filmach europejskich dla takich producentów jak Viv Thomas, 21Sextury czy Hervé Bodilis. W 2005 roku Sophie zagrała główną rolę w serii Adult Channel Sophie's Wet Dreams, wyprodukowanej przez Viva Thomas. Brała również udział w kilku amerykańskich produkcjach dla Hustlera, NinnWorks i Video Team No Man's Land. Wyreżyserowała także kilka produkcji, w tym Viv Thomas Our Movie by Sophie & Stella (2005), 21Sextury Video Sex Secrets (2006) i Alive Babes Uncensored (2008).
Jej klipy i sesje zdjęciowe ukazały się na wielu stronach internetowych, włączając te prowadzone przez Viva Thomasa, 21Sextury, Denys Defrancesco (DDF), SpiceNet, i ALS Scan.
W listopadzie 2005 podpisała kontrakt na wyłączność z 21Sextury.com Productions na stworzenie jej własnej strony internetowej SweetSophieMoone.com, która została uruchomiona w styczniu 2006.
W 2006 roku francuska firma odzieżowa Shaï umieściła ją w swoim klipie wraz z inną modelką, Zafirą, jako część internetowej kampanii reklamowej, składającej się z kilku krótkich pornograficznych filmów połączonych z ofertą odzieży.
W 2002 roku związała się z węgierskim aktorem porno Choky Ice.
Pojawiła się w dreszczowcu Osiem milimetrów 2 (8mm 2, 2005) w reżyserii J.S. Cardone'a u boku Johnathonem Schaechem, Lori Heuring, Bruce'a Davisona i Julie Benz.
Jej popularność doprowadziła także do regularnego pozowania na łamach brytyjskiej edycji magazynu Club International i HonestPornReviews.com.

## Nagrody i nominacje
| Rok  | Nagroda    | Kategoria                     | Rezultat  |
| ---- | ---------- | ----------------------------- | --------- |
| 2012 | XBIZ Award | Wykonawczyni zagraniczna roku | Nominacja |
| 2014 | XBIZ Award | Wykonawczyni zagraniczna roku | Nominacja |